# آرتور سورین
آرتور سورین (انگلیسی: Arthur Sorin؛ زادهٔ ۱ نوامبر ۱۹۸۵) بازیکن فوتبال اهل فرانسه است.
از باشگاه‌هایی که در آن بازی کرده‌است می‌توان به باشگاه ورزشی آرهوس، باشگاه فوتبال رن، باشگاه فوتبال سدان، و باشگاه فوتبال کالمار اشاره کرد.